# Eupelmus nigricauda
Eupelmus nigricauda är en stekelart som beskrevs av Nikol'skaya 1952. Eupelmus nigricauda ingår i släktet Eupelmus och familjen hoppglanssteklar.
Artens utbredningsområde är Ukraina. Inga underarter finns listade i Catalogue of Life.